# ピアチェンツァ公会議
ピアチェンツァ公会議（ピアチェンツァこうかいぎ、イタリア語: Concilio di Piacenza）は、聖職者と平信徒から成っていたローマカトリック教会の教会会議で、1095年3月1日から3月7日にかけてピアチェンツァで開催。
公議会はウルバヌス2世のイタリアとフランスの視察の終わりに開催された。ウルバヌス2世が聖職叙任権闘争で失った権限を、当時の神聖ローマ皇帝ハインリヒ4世から取り戻すことを再主張するために会の発足を呼びかけた。200人の司教が出席し、4000人の教会員と3万人の平信徒が出席した。町の外で公会議が開かれなければならないほどに非常に多くの人間が集まった。

## 出席者
一般の出席者の中にはアーデルハイト・フォン・キエフ、フセヴォロド1世がいた。アーデルハイト・フォン・キエフはウルバヌス2世に接見し、ウルバヌス2世に強く勧められて、公会議が始まる前に公の場で懺悔をした。（以下懺悔要綱）「私の夫は、私を無理やり拘束し、乱交に駆り立て、息子のコンラートに私の體を捧げ、終には黒ミサで使われそうにもなった。」と彼女は主張した。これらの告発はコンラートによって順番に確認され、彼が彼の父(ハインリヒ4世)に対して反旗を翻した理由であると述べた。
また、フランスのフィリップ1世の使者も出席し、 ベルトラード・ド・モンフォールと違法な離婚・再婚をしたことで、フィリップが破門されたことを訴えるために来たのだった。 フィリップは聖霊降臨祭までに事態を収拾するよう命じられた。ベレンガ派異端の非難、ニコライ派異端の非難、聖体におけるキリストの存在の確認、対立教皇クレメンス3世とその支持者の非難、洗礼、埋葬、確認のための司祭への支払いの禁止など、少なくとも15の教会法が出され、教会の典型的な関心事が表明された。
ピアチェンツァにおけるウルバヌス2世の最大の功績のひとつは、その公文書の詳細であり、特に公文書1～7では、「シモニー」（教会内で、建築して手に入れ、購入や地位、叙任によって手に入れること）を普遍的に断罪することを法制化したことだ。このようなシモニーによって汚された聖職者の任命は無効であり、無力であるとされた。しかし、シモニアによって叙任された者が、自分自身はシモニアでなく、叙任する者が実際の教会的権威を持たないことを事前に知らなかった場合には、節度ある態度が示された。同様に、親が子供のために購入した教会も教団内に残ることが許され、叙階された子供も恩典（ローマからの公的財政支援）が取り除かれた。
今にして思えば、最も重要な出席者は、ビザンツ皇帝アレクシオス1世コムネノスの派遣した使者たちであった。アレクシオスはグレゴリウス7世から破門され、その後復権を繰り返していたが、ウルバヌスが1088年に教皇になると破門を解き、少なくとも一時的に東西の関係は友好的になっていた。 
ビザンツ帝国は1071年のマラズギルトの戦いの後、小アジアの領土の多くをセルジューク朝に奪われており、アレクシウスは西側の騎士がその回復を助けてくれることを期待していた。 ビザンツ大使の嘆願を聞いたウルバヌスは、出席者にビザンツ皇帝への援助を要請した。しかし、グレゴリウス7世も2度にわたって東方遠征を呼びかけたが、失敗に終わっていることから、ウルバヌスはアレクシオスの要請以前から東方遠征の構想を持っていた可能性がある。
ピアチェンツァ公会議に関するほとんどの情報は、コンスタンスの年代記作家ベルノルドによるもので、彼は出席していたかもしれないし、していなかったかもしれない。現存する現代のビザンツ側の資料には、大使が言及するほど重要であると感じたものはなかったが、この時代のビザンツ側の資料の多くはもはや存在しない。例えば、13世紀の年代記作家テオドール・スクータリオテスは現在では失われてしまった同時代の著作を引用して 、この公会議に言及している。